# Станіслав Ярос
Станіслав Ярос (пол. Stanisław Jaros; 19 січня 1932, Загорце (нині у складі Сосновця) — 5 січня 1963) — поляк, за фахом електрик, зробив дві невдалі спроби замаху на комуністичних лідерів — Владислава Гомулку та Микиту Хрущова.

## Біографія
Народився 19 січня 1932 року у робітничій сім'ї у шахтарському селищі Загорце (нині частина міста Сосновець). Школи не закінчив. Самотужки вивчився на електрика. Періодично працював на місцевих вугільних шахтах та інших підприємствах.
У 1948 році він намагався вкрасти 100 куль із фабрики. Його затримали та допитали співробітники Громадянської міліції. Станіслава засудили до двох років позбавлення волі. У 1951 році Яроса звільнили і він вирішив помститися комуністичному уряду. У тому ж році підірвав телефонні станції у місті Домброва-Гурнича. Потім, скориставшись викраденим амонітом, підірвав електричну опору на Сосновецькому металургійному комбінаті, а також екскаватор на Казімєжській шахті в Сосновці. На вшанування смерті Йосипа Сталіна у 1953 році Ярос підірвав бомбу під трансформатором на шахті ім. Йосипа Сталіна у Сосновці. Ярос був дуже обережним, його бомби нікого не вбивали, він ніколи не залишав слідів, а агенти місцевого відділення Служби безпеки в Катовицях уважали, що за цими інцидентами стоять певні антиурядові організації.

### Перший замах
15 липня 1959 року делегація польського і радянського уряду відвідала промислові райони Заглемб'є Домбровське та Верхня Сілезія. До складу делегації входили кілька високопоставлених чиновників, у тому числі польський лідер Владислав Гомулка, радянський лідер Микита Хрущов і перший секретар місцевого відділення Комуністичної партії Польщі Едвард Ґерек. Хрущов приїхав до Польщі, щоб відзначити 15-річчя Польської Народної Республіки.
5 липня 1959 року газета «Трибуна робітнича» (пол. Trybuna Robotnicza) опублікувала карту маршруту кортежу, щоб люди змогли привітати лідерів. Едвард Ярос викрав кілька кілограмів амоніту з вугільної шахти. Щоб ушанувати гостей, місцева влада прикрашала вулиці та будівлі вздовж маршруту квітами. Ярос розмістив вибухівку на дереві, сховавши її за квітами. Він встановив таймер і бомба вибухнула о 3-й год., за дві години до прибуття чиновників. Від вибуху ніхто не постраждав.
Гомулка не сказав Хрущову про спробу замаху. Проте радянський лідер дізнався про подію, швидше за все, від працівників КДБ у Польщі.

### Другий замах
Друга спроба замаху відбулася 3 грудня 1961 року під час візиту Гомулки до Сосновця. Цього разу лідер Польської комуністичної партії прибув до міста для того, щоб ушанувати місцевих шахтарів, котрі щороку 4 грудня святкують День святої Варвари (покровительки шахтарів). Як і в 1959 році, графік візиту був опублікований у газеті «Trybuna Robotnica» 1 грудня. Гомулка спільно з іншими посадовими особами планував взяти участь у відкритті нової шахти.
Станіслав Ярос з'явився у вибраному місці вранці 3 грудня, але побачивши, що на вулиці було забагато людей, вирішив відкласти вибух, поки делегація не повернеться з відкриття шахти. Зачекавши кілька годин, він побачив декілька транспортних засобів і дійшов висновку, що це автомобільний кортеж Гомулки. Ярос підірвав бомбу, не знаючи, що Гомулка все ще перебуває на вугільній шахті. Внаслідок вибуху двоє людей отримали травми — дівчина, яка проходила поруч, і шахтар, який повертався з урочистостей. Дівчина була частково паралізована, а шахтар пізніше помер у лікарні. Шрапнель також пошкодила один із лімузинів.

### Арешт і страта
Францішек Шляхчич, який на той час був начальником Служби безпеки в Катовицях, утратив роботу через нездатність забезпечити належну безпеку. Сам Шляхчич, разом з Едвардом Гереком, були на деякий час серед підозрюваних.
Слідчі, вивчаючи бомбу, встановили, що людина, яка її змайструвала, була добре знайома з електромеханікою, мала доступ до вибухових речовин і була місцевим жителем. Був створений список підозрюваних із 71 імені, включаючи Яроса. 20 грудня відбулись обшуки у будинках підозрюваних. Під час обшуку в будинку Яроса знайдено знаряддя та вибухові речовини. Після арешту Ярос спершу був поміщений у в'язницю в Бендзині, а потім був переведений до Центральної в'язниці в Катовицях, де його камера прослуховувалася. Разом із ним у камеру підсадили таємного агента. 7 січня 1962 року, під час розмови з агентом, Ярос зізнався у виробництві бомби, яка вибухнула 3 грудня. Крім того, він додав, що ця спроба була політично мотивованою і що він тривалий час займався вибуховою діяльністю. Ярош сказав, що в кінці 1950-х років прочитав книжку під назвою «Останній замах на Адольфа Гітлера», яка надихнула його на організацію замахів.
Судовий процес був відносно коротким — він тривав з 9 травня по 25 травня 1962 року. Станіслава Яроса засудили до смертної кари і повісили 5 січня 1963 року.